# Grádl

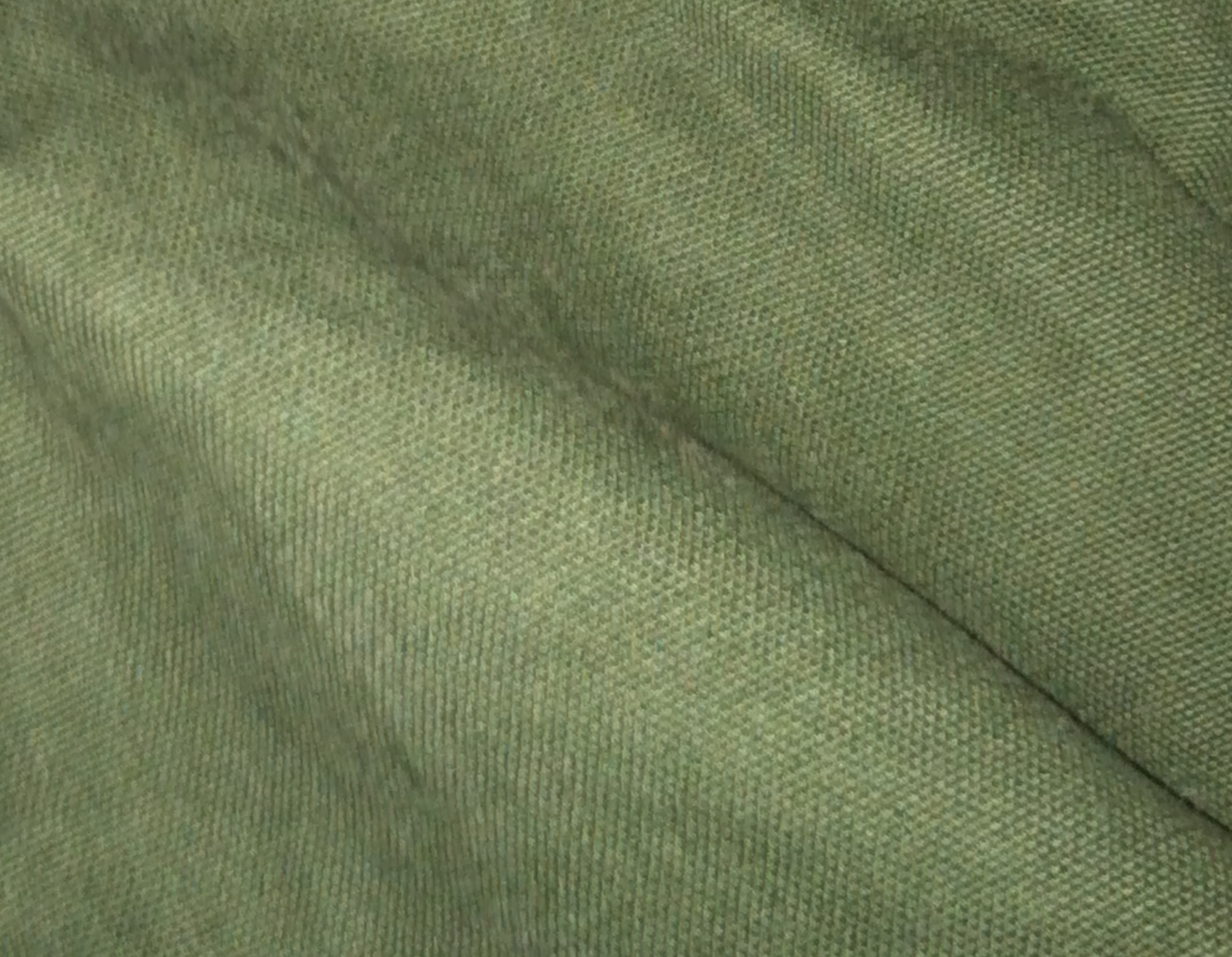
Těžký bavlněný grádl (800 g/m²)

Grádl (angl.: cotton duck aj., něm.: Drell aj.) je obchodní označení pro několik druhů tkanin (jejichž definice není jednoznačná ani v češtině ani v jiných jazycích).
Označení se používá zejména pro
- Husté tkaniny ze středně jemných bavlněných přízí zhotovené v keprové nebo atlasové vazbě, ve kterých se střídáním osnovní a útkové vazby tvoří podélné pruhování.[1]

Známé jsou také bavlněné grádly s žakárovým vzorováním
Podle účelu použití se rozeznávají různé druhy grádlu, např. matracový,roletový, povlakový
- Středně těžké lnářské tkaniny se zřetelně znatelnou vazbou lomeného kepru s charakteristickými podélnými pruhy.

Použití: lékařské pláště, ložní prádlo
- Např. v němčině se označení grádl (Drell) používá mimo jiné pro husté tkaniny z trojmo skané příze z lýkových vláken, z bavlny nebo směsi s viskózou.[6]